# Diecezja koszedarska
Diecezja koszedarska – łac. Dioecesis Kaisiadorensis – diecezja Kościoła rzymskokatolickiego na Litwie.

## Historia
Diecezja powstała 4 kwietnia 1926 po likwidacji diecezji żmudzkiej. Wchodzi w skład metropolii wileńskiej.

## Ordynariusze
- bp Juozapas Kukta – (1926–1942)
- bp Teofil Matulionis (1943–1962)
- bp Juozapas Matulaitis (1991–2012)
- bp Jonas Ivanauskas (od 2012)

## Sanktuaria
- kościół Wniebowzięcia Najświętszej Maryi Panny w Piwoszunach

## Galeria

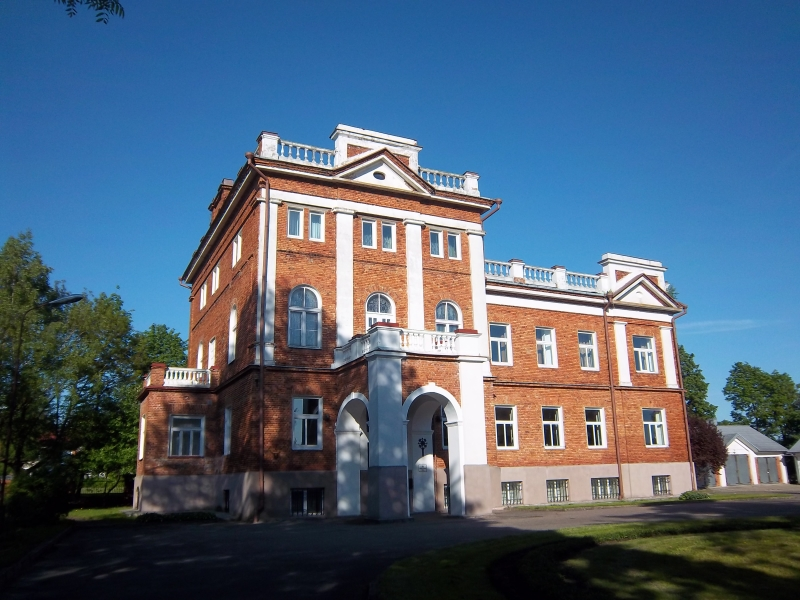
Pałac Biskupi w Koszedarach
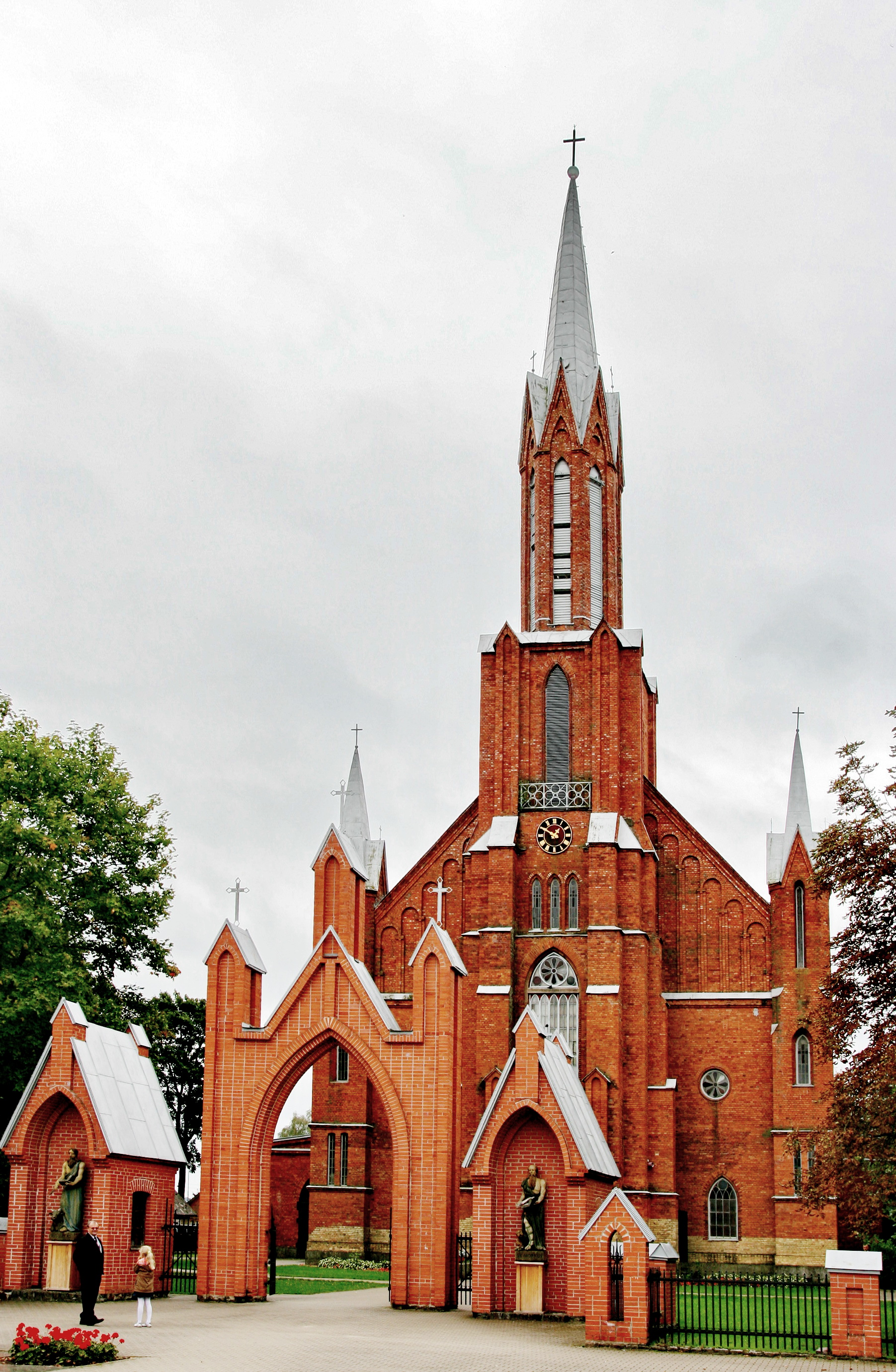
Katedra Przemienienia Pańskiego w Koszedarach